# Balassa György (klarinétművész)
Balassa György, 1946-ig Bruszt (Budapest, Erzsébetváros, 1913. január 30. – Budapest, 1983. február 22.) Liszt-díjas klarinétművész, főiskolai tanár.

## Élete
Bruszt Vilmos (1883–1938) gőzfavágó tulajdonos, magántisztviselő és Weisz Janka (1883–?) gyermekeként született. 1923-tól 1933-ig a budapesti Nemzeti Zenedében, majd 1933 és 1936 között a Zeneakadémián tanult. 1937–39-ben a svájci Winterthurban a Rádiózenekar tagja volt, de a fasizmus terjeszkedése miatt visszatért Magyarországra. 1945-ben a Székesfővárosi Zenekar szerződtette, amelyből később a Magyar Állami Hangversenyzenekar szerveződött. Ez utóbbinak is tagja lett, majd szólóklarinétosa 1968-os nyugalomba vonulásáig. 1948-ban alapító tagként dolgozott a Budapesti Fúvósötösben, azonban 1953-ban kilépett. 1949 és 1952 között a Liszt Ferenc Zeneművészeti Főiskolán a klarinét rendes tanára, 1952 és 1983 között főiskolai tanára volt. Több magyarországi bemutató köthető hozzá, mint Bartók Béla Contrasts című műve, Szervánszky Endre Klarinét szerenádja, Sárközy István Klarinét szimfóniája, Kókai Rezső Négy magyar tánca és Weiner Leó Peregi verbunkja. A 18–19. század fordulójának terméséből is sok művet adott közre és átiratokat készített klarinétra és zongorára.
Házastársa Schön Éliás és Moskovits Szeréna lánya, Klára (1912–?) volt, akivel 1936. december 13-án Budapesten, a Józsefvárosban kötött házasságot.
Temetése Budapesten, a Farkasréti temetőben volt.

## Művei
- Klarinétiskola (Berkes Kálmánnal, Budapest, 1950)
- A klarinétjáték módszertana (Budapest, 1973)
- Tanulmányok klarinétra (Budapest, 1974)
- Az első bécsi klasszikus iskola zongora-klarinétszonátái (Magyar Zene, 1976)
- Az első bécsi klasszikus iskola klarinétversenyei (Magyar Zene, 1977)

## Díjai, elismerései
- Liszt Ferenc-díj (1954)
- Munka Érdemrend ezüst fokozata (1970)
- Szocialista Magyarországért Érdemrend (1983)